# Jean Dockx
Jean Dockx (Sint-Katelijne-Waver, 1941. május 24. – 2002. január 15.) belga válogatott labdarúgó, edző.
A belga válogatott tagjaként részt vett az 1970-es világbajnokságon és az 1972-es Európa-bajnokságon.

## Sikerei, díjai
Mechelen
- Belga másodosztályú bajnok (1): 1962–63

Anderlecht
- Belga bajnok (2): 1971–72, 1973–74
- Belga kupa (2): 1971–72, 1972–73, 1974–75, 1975–76
- Kupagyőztesek Európa-kupája (2): 1975–76, 1977–78
- UEFA-szuperkupa (2): 1976, 1978

Belgium
- Európa-bajnoki bronzérmes (1): 1972